# Samuli Suomalainen
Samuli Suomalainen (Helsinki, 15 september 1998) is een Finse langebaanschaatser. De 500 en 1000 meter zijn de afstanden die de Fin het beste liggen.

## Persoonlijke records
| Afstand      | Tijd     | Datum              | Baan           |
| ------------ | -------- | ------------------ | -------------- |
| 500 meter    | 35,27    | 9 maart 2018       | Salt Lake City |
| 1000 meter   | 1.09,21  | 10 maart 2018      | Salt Lake City |
| 1500 meter   | 1.46,45  | 27 januari 2024    | Salt Lake City |
| 3000 meter   | 3.53,91  | 14 oktober 2023    | Inzell         |
| 5000 meter   | 6.44,98  | 30 septemmber 2023 | Inzell         |
| 10.000 meter | 16.02,11 | 5 maart 2023       | Seinäjoki      |

(laatst bijgewerkt: 10 maart 2024)

## Resultaten
| Jaar | EK Sprint                | WK Sprint                | WK Allround            | WK Junioren                                |
| ---- | ------------------------ | ------------------------ | ---------------------- | ------------------------------------------ |
| 2015 |                          |                          |                        | 52e 500m 24e massastart                    |
| 2016 |                          |                          |                        | 25e 500m 23e 1000m 27e 1500m 4e massastart |
| 2017 | 19e (22e, 21e, 21e, 19e) |                          |                        | 5e 500m 23e 1000m 28e 1500m 5e massastart  |
| 2018 |                          |                          |                        | 5e 500m 7e 1000m 9e 1500m 27e massastart   |
| 2019 | 15e (19e, 16e, 18e, 17e) | 23e (25e, 26e, 24e, 20e) |                        |                                            |
|      |                          |                          |                        |                                            |
| 2021 | NS3 (18e, 20e, -, -)     |                          |                        |                                            |
|      |                          |                          |                        |                                            |
| 2023 | 18e (18e, 18e, 19e, 17e) |                          |                        |                                            |
| 2024 |                          |                          | NC23 (5e, 24e, 22e, -) |                                            |

(#, #, #, #) = afstandspositie op sprinttoernooi (500m, 1000m, 500m, 1000m) of op juniorentoernooi (500m, 1500m, 1000m, 5000m) of op allroundtoernooi (500m, 5000m, 1500m, 10000m).